# Запис орах код амбуланте (Рашевица)
Запис орах код амбуланте (Рашевица) се налази на парцели чији је власник Општина Параћин.

## Локација
| Општина             | Параћин                                                          |
| Катастарска општина | Рашевица                                                         |
| Потес               | Велико поље                                                      |
| Координате          | 43° 50′ 19″ С; 21° 19′ 13″ И / 43.838700000000003° С; 21.3203° И |
| Надморска висина    | 140m                                                             |

## Карактеристике
Дендрометријске вредности утврђене на терену и сателитским снимцима:
| Стабло                     | Орах |
| Висина стабла              | m    |
| Обим дебла                 | m    |
| Пречник крошње             | 12m  |
| Пречник дебла              | m    |
| Висина дебла до прве гране | m    |

## База записа
Запис је у оквиру Викимедија пројекта "Запис - Свето дрво" заведен под редним бројем 0060.